# Ernesto Bahena
Ernesto Bahena (ur. 7 listopada 1961) – meksykański zapaśnik w stylu klasycznym. Olimpijczyk z Los Angeles 1984, gdzie odpadł w eliminacjach w kategorii 57 kg.
Zdobył srebrny medal na Igrzyskach Panamerykańskich w 1983 roku. Trzeci na igrzyskach Ameryki Środkowej i Karaibów w 1982 roku.